# El ejército de las sombras
Para la novela de terror véase El ejército de las sombras (novela)
El ejército de las sombras es una película francesa de 1969.

## Argumento
Philippe Gerbier (Lino Ventura), jefe de uno de los grupos de la resistencia en París contra la ocupación nazi, es capturado pero tras un ardid logra escapar y se une a otro grupo que desarrolla sus acciones en Marsella. El delator es descubierto y se procede a su ejecución, la narración ofrece una visión del coraje y los miedos de estos grupos que tan importantes fueron durante la segunda gran guerra.

## Premios
Premios del Círculo de Críticos de Cine de Nueva York
| Categoría                           | Resultado |
| ----------------------------------- | --------- |
| Mejor película en lengua extranjera | Ganadora  |